# 朱翊鏵
都昌长子朱翊铧（16世纪—1570年代），明朝都昌王朱载塎庶长子（《明史》误作嫡长子）。

## 生平
嘉靖三十二年（1553年）十月，礼部尚書歐陽德查出朱載塎不顾父丧，唯利是圖，事母不孝，逼索囊橐打死守门使，抉人眼目，有違祖訓，又杀人败伦，旁人不敢声言其罪。湖廣撫按衙門、都布按三司会同荊府承奉長史等官奉命前去宣諭朱載塎不要再悖違祖訓、佯狂自恣，及令其庶长子镇国将军朱翊鏵也不要藉父疯狂相助為非，就於本府内擇嚴密宫院一所安置朱載塎，令妃妾宫人伴守于外，鎖住宫門令不得放縱，去除傷人器械使不得逞兇，其府第大門由荆王府差内外官校关閉护守，不要縱容奏内所稱的買刀人等私自出入，一應護守事宜及传通内外言語及朱載塎服膳都要處置得宜，務令安便，無致窘迫，要足以制止朱載塎狂悖之行，也不失朝廷親睦之恩；命都昌王府教授官加意輔導，朱翊鏵飭躬勵行弥补父过等。
隆庆四年（1570年）八月，朱翊鏵由镇国将军受封都昌长子。后朱载塎去世，朱翊鏵也已经去世，朱翊铧子朱常澐袭封都昌王。朱翊铧是否有谥号，是否被追封为都昌王，待考。